# 糙孢曲霉
糙孢曲霉（学名：Aspergillus asperescens）是属于散囊菌目发菌科曲霉属的一种真菌，可生长在贮存大豆种子等基物上。该种分布于台湾等地。